# Путткаммер
Путткаммер (нем. Puttkamer) — дворянский род.
Происходит от рюгенского князя Еско, который бежал в Богемию и был королевским подкоморием (podkomorzy = putkamer). Его потомки, вернувшиеся в Померанию, приняли фамилию Путткаммер.
Одна из ветвей этого рода переселилась в начале XVIII в. в Польшу; Лаврентий-Фридрих Путткаммер († в 1735 г.) был стольником инфлянтским и генерал-лейтенантом литовских войск, Гиацинт-Антон Путткаммер († в 1806 г.) — маршалом минской конфедерации (1792). Эта ветвь Путткаммеров внесена в VI часть родословной книги Виленской губернии.
- Путкамер, Александер фон — немецкий тубист
- Путткамер, Иоганна фон (1824—1894) — супруга канцлера Германии Отто фон Бисмарка.
- Путткаммер, Роберт-Виктор фон (1828—1900), прусский государственный деятель.
- Путткамер, Леопольд фон (1797—1868) — прусский офицер, генерал от инфантерии.
- Максимилиан фон Путткамер (нем. Maximilian von Puttkamer; 1831—1906) — двоюродный брат предыдущего, прусский государственный деятель, изучал право, служил в министерстве юстиции, в 1867—71 гг. был депутатом ландтага, в 1867—81 гг. — рейхстага, где принадлежал к национал-либеральной партии (с 1879 г. — дикий). Состоял статс-секретарем юстиции и культов в Эльзасе.
  - Жена его — Альберта фон Путткамер (нем. Alberta von Puttkamer; 1849—1923), урожденная Вейзе, писательница (историческая драма: «Kaiser Otto III», Глогау 1883; «Dichtungen», Лейпциг, 1885), переводчица Альфреда Мюссе.
- Путткамер, Лаврентий Станиславович (1859—1923) — депутат Государственной думы
- Путткамер, Карл-Ешко фон (1900—1981) — военно-морской деятель, руководящий сотрудник ОКМ, контр-адмирал (1943).
- Эберхард фон Путткамер (нем. Eberhard von Puttkamer; 1936—2019) — немецкий дипломат; генеральный консул в Санкт-Петербурге (1991—1995), посол в Нидерландах (1996—2001).
- Путткамер, Еско фон (нем. Jesco von Puttkamer‎; 1933—2012) — немецко-американский инженер-конструктор и управляющий менеджер НАСА, писатель, историк космонавтики.

## Описание герба
В голубом поле коронованный красный морской грифон с серебряным рыбьим хвостом. 
Щит увенчан коронованным дворянским шлемом. Нашлемник — деревянное стропило с перекладиной наподобие литеры А, наложенное на скрещенные серебряные топоры с золотыми топорищами, вершина которого украшена тремя страусиными перьями: в середине серебряное, справа голубое, слева красное. Намет голубой с серебром.